# オットー・フェネコルト
オットー・フェネコルト(Otto Fönnekold ,1920年2月15日 - 1944年8月31日)は、第二次世界大戦時のドイツ空軍の軍人。最終階級は大尉(ドイツ語: Hauptmann)。出撃回数600余り、撃墜数136機のエース・パイロットであり、騎士鉄十字勲章を受勲した。

## 生涯
1920年2月15日、フェネコルトはヴァイマル共和国のハンブルクに生まれる。1942年12月1日に最初の戦果をあげた。フェネコルトはよくヴィルヘルム・バッツの僚機として出撃していた。1944年1月19日にドイツ空軍で62人目となる撃墜数100機を達成した。
1944年8月31日、フェネコルトはアメリカ陸軍航空軍(USAAF)所属のP-51を3機撃墜した。フェネコルトはルーマニアのビューダック
に着陸しようとしたとき、P-51の装備するブローニングM2重機関銃に心臓を貫かれて絶命した。最期の出撃で乗っていた機体は、メッサーシュミット Bf109G-6「白の9」(製造番号441931)であった。

## 叙勲
- 空軍名誉杯 (1943年8月9日) [3]
- ドイツ十字章金章 (1943年8月13日)：第52戦闘航空団第5飛行中隊(5./JG52)所属の軍曹(ドイツ語: Feldwebel)として[4]
- 鉄十字章 (1939)
  - 一級鉄十字章
  - 二級鉄十字章
- 騎士鉄十字章 (1944年3月26日)：第52戦闘航空団第II飛行隊(II./JG52)所属の少尉(ドイツ語: Leutnant)として[5][6]